# الأدوار الجندرية في أفغانستان
المجتمع الأفغاني ثابت في مواقفه تجاه المبادئ الأساسية تجاه النوع الاجتماعي (الجندر). وإن تطبيق هذه المبادئ هو ما يختلف من جماعة إلى أخرى، وهناك مجال واسع من المعايير الموضوعة للسلوك الأنثوي المقبول، وكذلك الاختلافات في المواقف الذكورية تجاه المعاملة الصحيحة للنساء. تنشأ تناقضات بين الممارسات العرفية التقليدية، والتي يتعدى الكثير منها على حقوق المرأة والغريبة عن روح الإسلام، والشريعة العاملة الأخرى التي تؤكد على المساواة والعدالة والتعليم والخدمة الاجتماعية لكل من الرجال والنساء. وتخضع إملاءات الإسلام نفسها علاوة على ذلك، لتأويلات متنوعة بين الإصلاحيين والإسلاميين.
كان الإصلاح الجندري (المتعلق بالنوع الاجتماعي) محوريًا بالنسبة للقضايا الجدلية، التي أدت إلى سقوط الملك أمان الله في عام 1929. دعمت حكومة رئيس الوزراء داود خان ذات التوجه الذكوري، الإزالة الطوعية للحجاب وإزالة القيود على المرأة، في عام 1959. حرر دستور 1964 النساء تلقائيًا، وضمن لهن الحق في التعليم وحرية العمل.

## لمحة تاريخية
أدت أعداد متزايدة من النساء وظائفها في المجالات العامة، دون خسارة شرفهن أو شرف عائلاتهن خلال الثلاثين سنة بعد عام 1959. واستمرت مع ذلك الضغوط الأسرية، والمواقف التقليدية، والمعارضة الدينية في فرض قيود تحدّ من مدى قدرة المرأة على التعبير عن نفسها، والتحكم بحياتها.
شُجعت النساء -عدا اللاتي في كابول- تحت إشراف الحزب الديمقراطي الشعبي في أفغانستان على تبني أدوار عامة أكثر حزمًا، وتوقفت هذه الحركة التقدمية في عام 1978. كان قادة المجاهدين المحافظين، الذين شنوا الجهاد (النضال) ضد التعدي الأجنبي العسكري والإيديولوجي، مشبعين بالاعتقاد بأن الفوضى الجنسية والخراب الاجتماعي ستكون نتائج لاستمرار المرأة في التحرك بحرية في الأماكن العامة. اشتدت هذه المواقف تحت حكم طالبان، في المقام الأول لدى البشتون الريفيين من خلفيات شديدة في وصايتها الذكورية، وقد أظهر طالبان تفسيرات متطرفة للإسلام، وطبق الممارسات العرفية كمبادئ مجتمعية. كانت القضايا الجنسانية في خضم النقاش الساخن في عام 1996.

## وضع المرأة
يتفق الجميع على وجود اختلافات بين الرجال والنساء، وأنه من الأفضل الحفاظ عليها من خلال معايير السلوك المعروفة. لا خلاف على المكانة المركزية للمرأة في المجتمع. احترام المرأة هو سمة بارزة، ويرغب البعض بتدمير هذا المركز المحترم، ولا ينكرون قيم الثقافة الأفغانية، أو ما يفرضه الإسلام. يدور الجدل حول تعريف ما يشكل بالضبط السلوكَ المشرّف للمرأة من حيث الواقع المعاصر، وخاصة في ضوء احتياجات إعادة الإعمار الضخمة اليوم، التي تتطلب المشاركة الكاملة من كل مواطن أفغاني.
ينبع الاندفاع الحالي لحماية الأخلاقيات المتعلقة بالمرأة، من حقيقة أن المجتمع الأفغاني يعتبر المرأة مسؤولة عن مُثُل المجتمع، ويرمزون بهذا النحو إلى الشرف -للأسرة والمجتمع والأمة- وبذلك يجب التحكم بها، وكذلك حمايتها للحفاظ على الطهارة الأخلاقية. ومن خلال فرض قيود صارمة مباشرة على النساء -العنصر الأكثر حساسية في المجتمع والذي يرمز إلى شرف الرجال- تعبر السلطات عن نيتها في تطبيق الاستقلال الذاتي الشخصي، وبالتالي تعزيز الانطباع بأن المرأة قادرة على ممارسة السيطرة على جميع جوانب السلوك الاجتماعي، ذكورًا وإناثًا.
ممارسة البُرده، والعزلة (المعنى الحرفي للستار بالفارسية)، بما في ذلك الحجاب هي أبرز مظهر لهذا الموقف. يتضمن هذا المفهوم إصرارًا على أماكن منفصلة للرجال والنساء، وحظر أوجه التفاعل بين الجنسين خارج نطاق المحرم (الأوصياء الذكور المقبولون مثل الأب، والابن الشقيق، وأي رجل آخر قد لا تتزوج به امرأة). تحد هذه القيود بشدة من أنشطة المرأة، بما في ذلك الحصول على التعليم والعمل خارج المنزل. فالكثيرات محبوسات إلى حد كبير في منازلهن.
يعتقد الرجال المحافظون أن هذه القيود ضرورية، لأنهم يعتبرون المرأة غير ناضجة اجتماعيًا، وأقل رقابة أخلاقية ومقاومة بدنية، ويمنع شبق المرأة الجنسي السلوك المسؤول لها. وبالتالي، تُعتبر النساء غير جديرات بالثقة، ويجب إبقاؤهن خلف الستار حتى لا يعطلن النظام الاجتماعي. والحاجة إلى عزلهن أمر بالغ الأهمية.

### أدوار النساء
يتقدم مركز الفتاة وقوتها، مع انتقالها من طفلة إلى عروس إلى أم إلى جدة. إن الزواج الناجح للعديد من الأبناء هو الهدف الرئيسي للمرأة الأفغانية، ويشاركها الرجل الأفغاني في ذلك بكل إخلاص. أدوار الرعاية للمرأة هي أيضًا حاسمة، ولا يعني هذا أن المرأة محصورة في الأدوار المنزلية. إن التصوير النمطي للمرأة الأفغانية على أنها تعيش حياة المتاع والعمل المتواصل والتي يقدرها الرجال فقط من أجل المتعة الجنسية والخدمات الإنجابية، هي خاطئة إلى حد كبير.
يقوم بعض الآباء في أفغانستان -التي تُصنّف أسوأ بلد في العالم لتولد فيه فتاة- بتربية بناتهم كأبناء. ثم تأتي مرحلة البلوغ حين يصبح من المتوقع أن تعود «باشا باش» (الفتيات الأفغانيات اللاتي يُربَين كأولاد) إلى دورهن الجندري الأصلي.
يختلف عمل المرأة من جماعة إلى أخرى. لا تشارك المرأة في الأعمال الزراعية إلا خلال فترات الحصاد الخفيف، وتكون مسؤولة عن إنتاج منتجات الألبان عند الأسر الريفية الأكثر استقرارًا. وقد تخصص البعض منهن في الحرف اليدوية مثل صناعة السجاد واللباد. وفي المقابل، تحرث النساء النوريستانيات الحقول، بينما يرعى الرجال القطعان ويشرفون على منتجات الألبان. تهتم النساء الرُحّل بالحملان الصغار والأطفال، ويصنعن مجموعة واسعة من منتجات الألبان للبيع وللاستخدام العائلي. إنهن يدوّرن الصوف الذي قصه الرجال، وينسجن القماش الذي تُصنع منه الخيم. تُعتبر صناعة اللباد لأغطية الخيم والبسط المنزلية نشاطًا نسائيًا أيضًا. تقوم النساء بنزع ونصب الخيم أثناء الانتقال. الاختلافات لا حصر لها.
انضمت النساء إلى القوى العاملة بأعداد متزايدة حسب ما أشارت إليه الإحصائيات بحلول عام 1978، إلا أن نحو 8% فقط من السكان الإناث حصلن على دخل. عاشت معظم هؤلاء النساء في المراكز الحضرية، وكانت الغالبية من المهنيات والفنيات والإداريات اللاتي وظفتهن الحكومة، والتي واصلت دعمها القوي لهن. عملت الأغلبية في مجالي الصحة والتعليم، وهما القطاعان اللذان يعتبران الأنسب للمرأة، لكونهما امتدادًا لأدوار المرأة التقليدية. عملت أخريات في الشرطة والجيش، ومع شركات الطيران، وفي صناعة النسيج الحكومية، والسيراميك، وصناعة الأغذية، ومعامل التشييد. عملت قلة في الصناعة الخاصة، وعمل عدد قليل منهن لحسابهم الخاص.